# Jiří Korda
Jiří Korda (* 29. srpna 1975, Praha) je český římskokatolický kněz a lékař.

## Životopis
Jiří Korda je konvertita, ještě ve svých 20 letech nebyl věřící. V roce 1994 vystudoval střední zemědělskou školu v Českých Budějovicích se zaměřením na veterinární prevenci. Následně studoval na Lékařské fakultě Univerzity Karlovy v Praze.[ujasnit] Absolvoval povinnou vojenskou službu a v roce 2008 vystudoval Katolickou teologickou fakultu Univerzity Karlovy. Jako lékař působil během vojenské služby a následně pracoval jako psychiatr v bohnické léčebně. Kněžské svěcení přijal z rukou Miloslava Vlka 20. června 2009. Do té doby byl ustanoven v jáhenské službě ve farnosti Kolín, po svěcení působil dva roky jako farní vikář ve farnosti Praha-Holešovice. Od července 2011 byl ustanoven farářem v Praze-Lhotce, kde působil celkem 11 let. V roce 2022 byl ustanoven jako nový farář ve Zruči nad Sázavou.
Korda působí jako národní koordinátor projektu Modlitby za nejmenší, který má za cíl obnovení respektu k životu dětí od početí; jedná se o projekt Hnutí Pro život ČR. Pomáhá lidem s psychickými obtížemi a nesouhlasí s náhradou psychiatrických metod a léčiv pouhou důvěrou v Boha.